# Emmanuel Collin
Pour les articles homonymes, voir Collin.
Emmanuel Collin est un peintre, sculpteur, créateur de meubles, relieur et décorateur de théâtre français né le 6 avril 1956.

## Biographie
Il est le fils de Margot Rivas et de l'écrivain Bernard Collin.

### Formation
À 20 ans, il refuse de vendre un tableau au peintre Roberto Matta. En 1978, fasciné par une paire de fauteuils Louis XIV, l'artiste, il se lance dans la création de meubles. Dix ans après, le Musée des Arts Décoratifs (Palais du Louvre) présente ce travail dans une rétrospective intitulée "Histoire de meubles". Le critique Thierry de Beaumont écrit dans le journal L'atelier en 1987 : "Paysagiste, naturaliste, naïf ? Idées fausses. Emmanuel Collin est plutôt pépiniériste. Il cultive en serre des vues de l'esprit. Ce qui effraie, c'est qu'elles sont précises. Comme la reconstitution d'un crime par une équipe de policiers n'ayant pas vu l'action." En 1989, il entreprend une navigation sur les canaux  de Patagonie, à bord du Tierra del fuego, puis au Détroit de Magellan et  au Cap Horn, source d'inspiration pour les oeuvres des années qui suivent.

### Carrière
Il se lance dans des sculptures d'animaux marins : Phoques, Baleines, Dugongs, Lamantins, Éléphants de mer, Otaries. Deux phoques seront exposés à l'exposition "Animal"  au Musée Bourdelle en 1999. Voyage au Chili, en Bolivie, en Inde, en Polynésie puis en 1999, organise une exposition à la galerie l'In Plano. En avril 2000, une exposition à la mairie de Tours, a lieu autour de ses sculptures. Depuis 2003, le théâtre Démodocos lui commande des décors pour des pièces "Les Grenouilles" d'Aristophane, "Antigone" de Sophocle, "Circé" de Homère, mise en scène de Philippe Brunet.
En 2004, le Musée de l'Abbaye Sainte-Croix aux Sables d'Olonne organise une exposition autour de son œuvre, des peintures de dix mètres de long et des sculptures.
Deux mois après, l'École d'Arts Plastiques de Châtellerault lui consacre une importante exposition.
Durant l'été 2007, Emmanuel Collin participe à l'exposition "Art à la Pointe" où ses sculptures occupent l'église Saint-Mélar à Confort-Meilars. En octobre 2008, il les expose à Andresy à l'espace Julien Green. En octobre 2011, il est commissaire d'une exposition en hommage au peintre Roberto Matta, à la mairie du 13 arrondissement de Paris.
Emmanuel Collin, avec un groupe d'artistes chiliens vivant à Paris, participe ensuite à des expositions dont une à Chaumont dans le département de la Haute-Marne, dans la chapelle des jésuites, en automne 2011. Puis en 2013, c'est le Conseil régional d'Île-de-France qui organise une exposition sur le thème de l'exil pour les 40 ans du coup d'État chilien. Ses dernières œuvres parlent de la guerre, des destructions, des attentats, des tremblements de terre.
En 2015, son travail de relieur, en collaboration avec son père Bernard Collin est mis en avant dans le cadre de la parution d'un livre d'Yves Peyré, Histoire de la reliure de création. En 2017, après vingt-trois ans d'absence, il retourne au Chili, pour une exposition à la galerie Artium. En 2019 il fait un décor, autour de l'Odyssée pour un film de Philippe Brunet.
La période du confinement est un moment  de grande activité, un ensemble de meubles sculptures sur des tableaux célèbres; Rubens, Caravage, Fragonard, Gauguin, Coubert, Delacroix, etc.
En 2021, il fait un ensemble de meubles sculptures sur l’œuvre de Pierre Soulages.
En 2024 création du décor  pour la  1° Olympique de Pindare  pour la compagnie Démodocos.

## Œuvres

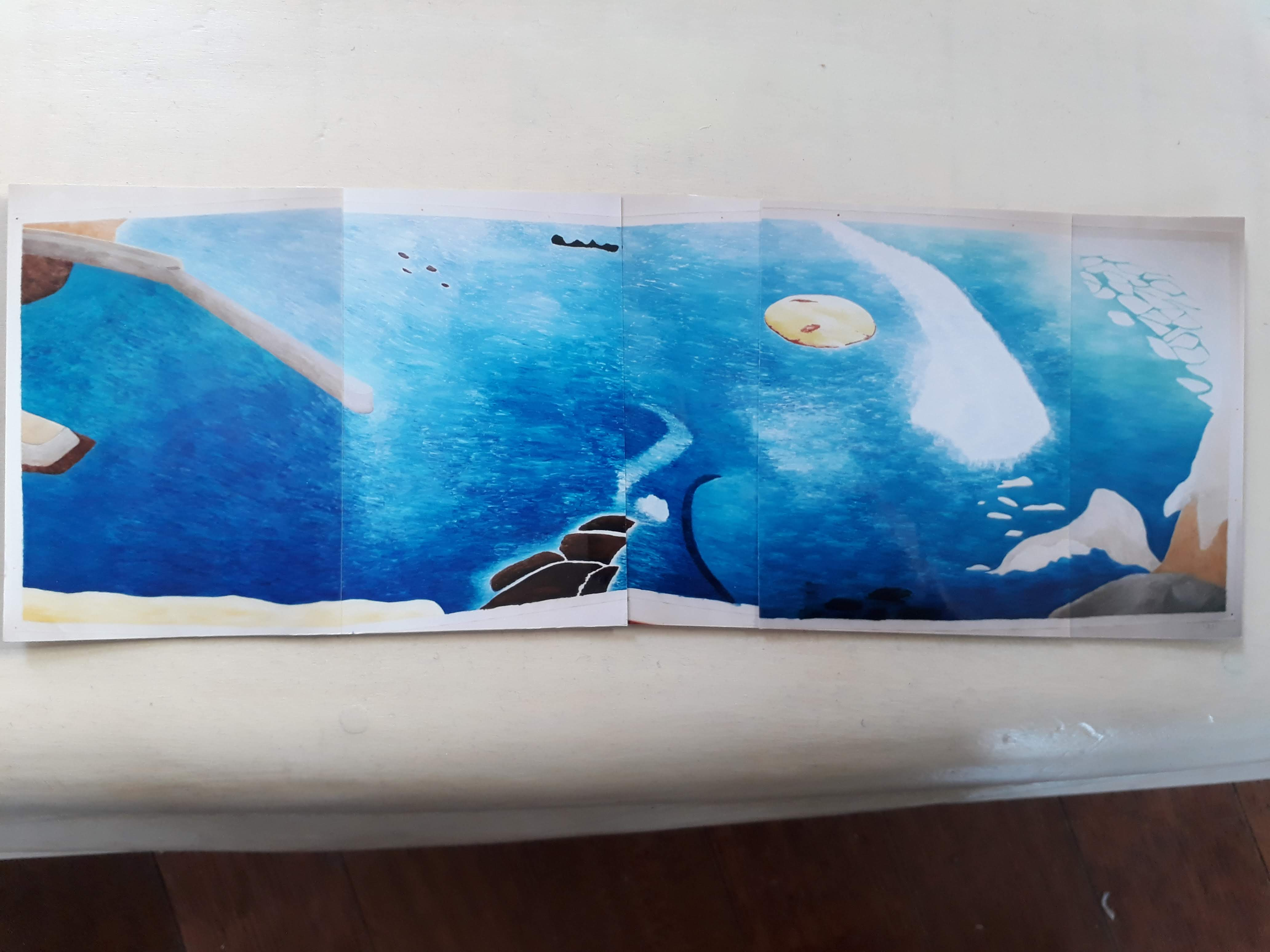
rouleau de 201 sur 630 cm

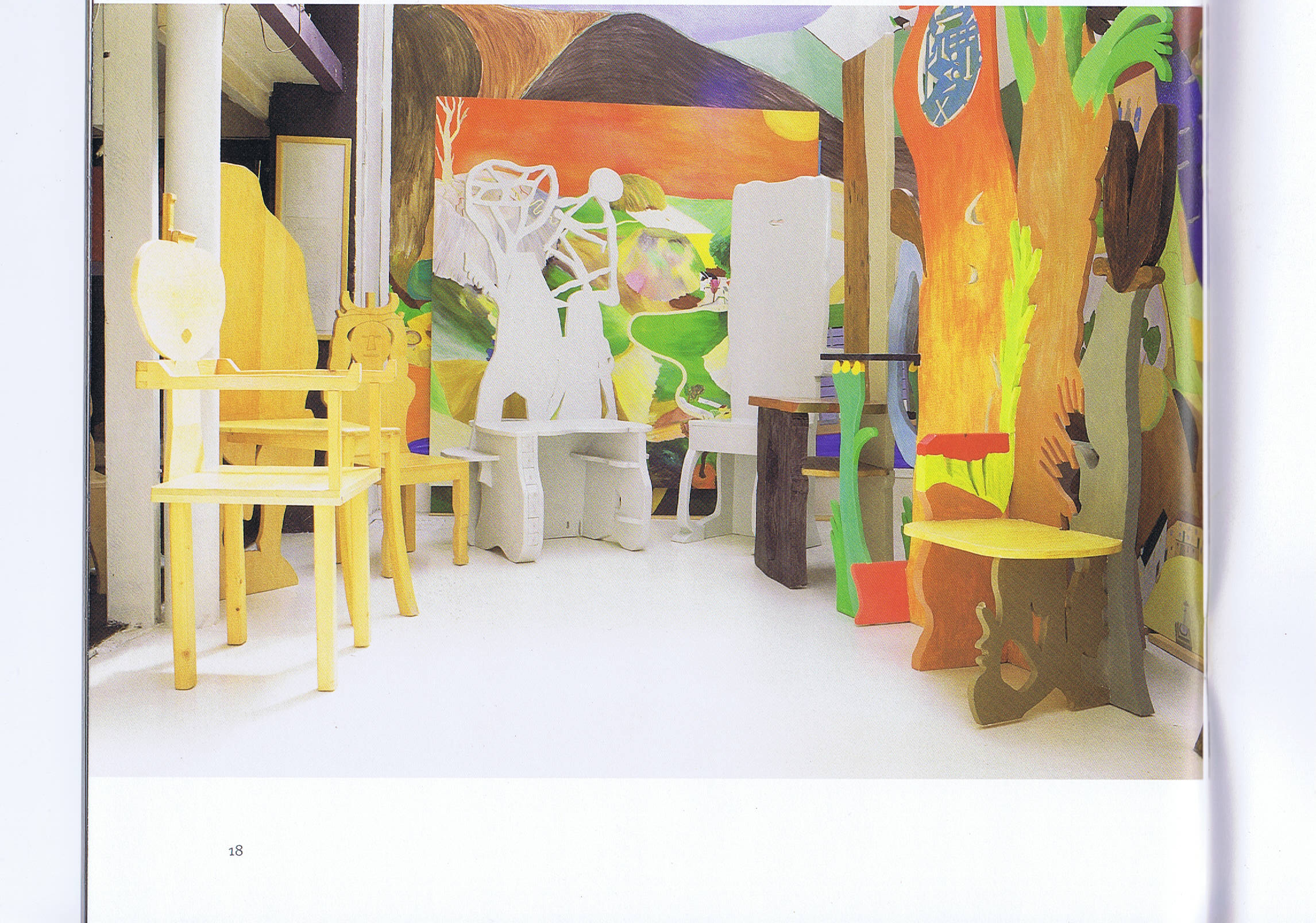
1978-1987
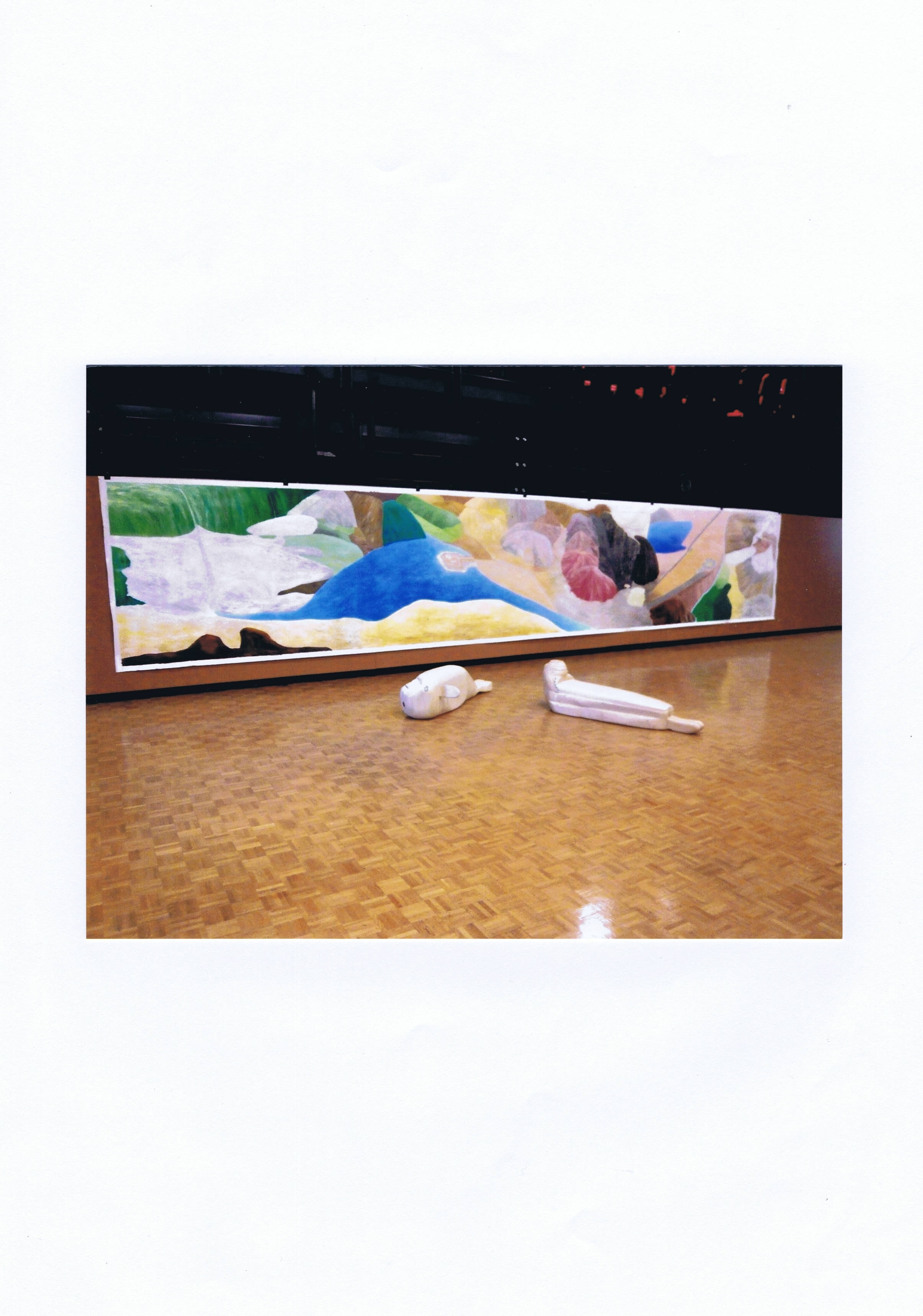
Un mur de son exposition à l'automne 2008 à Andrésy
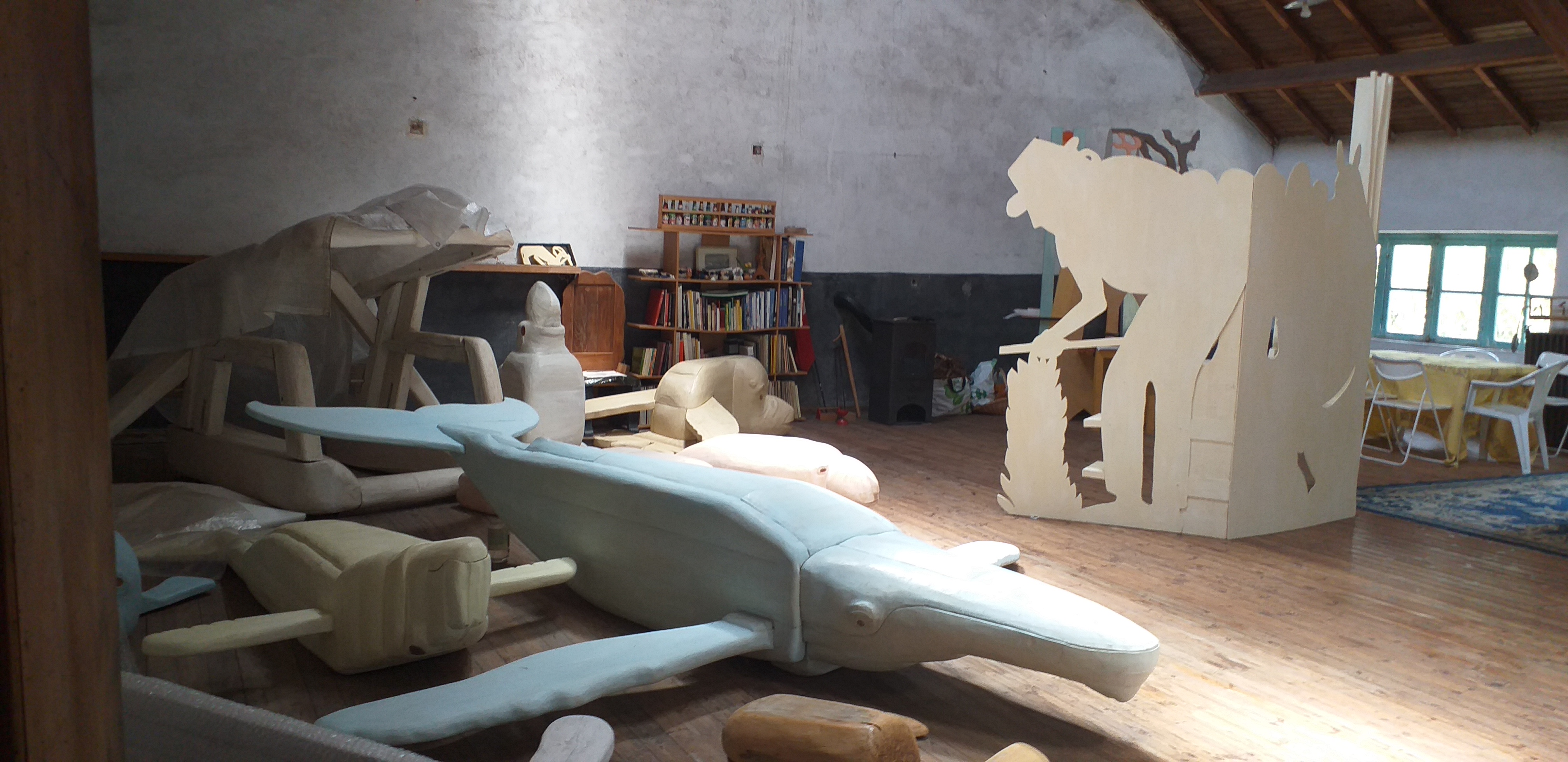
Productions des années 2000
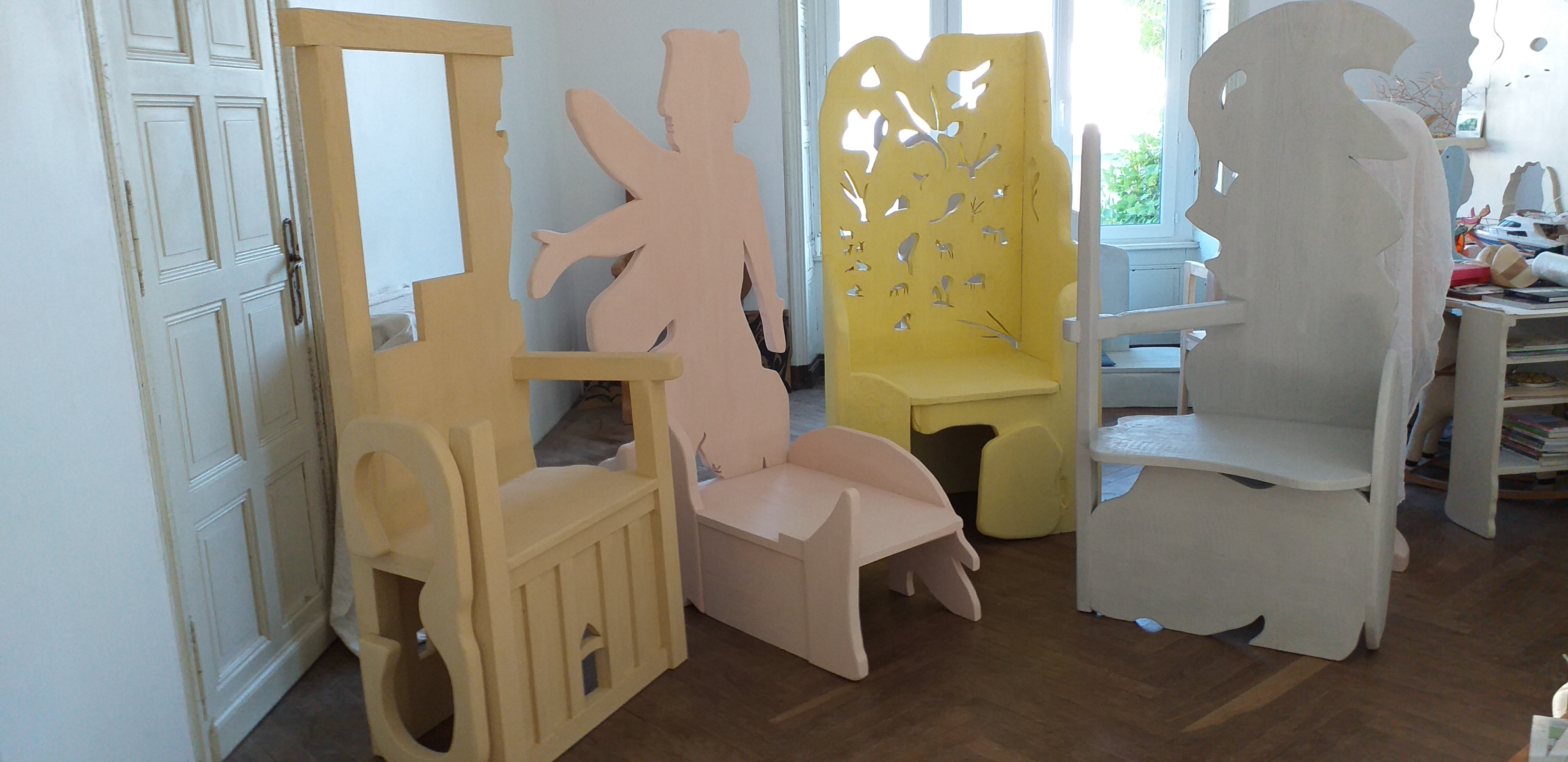
Les îles de l'Odyssée
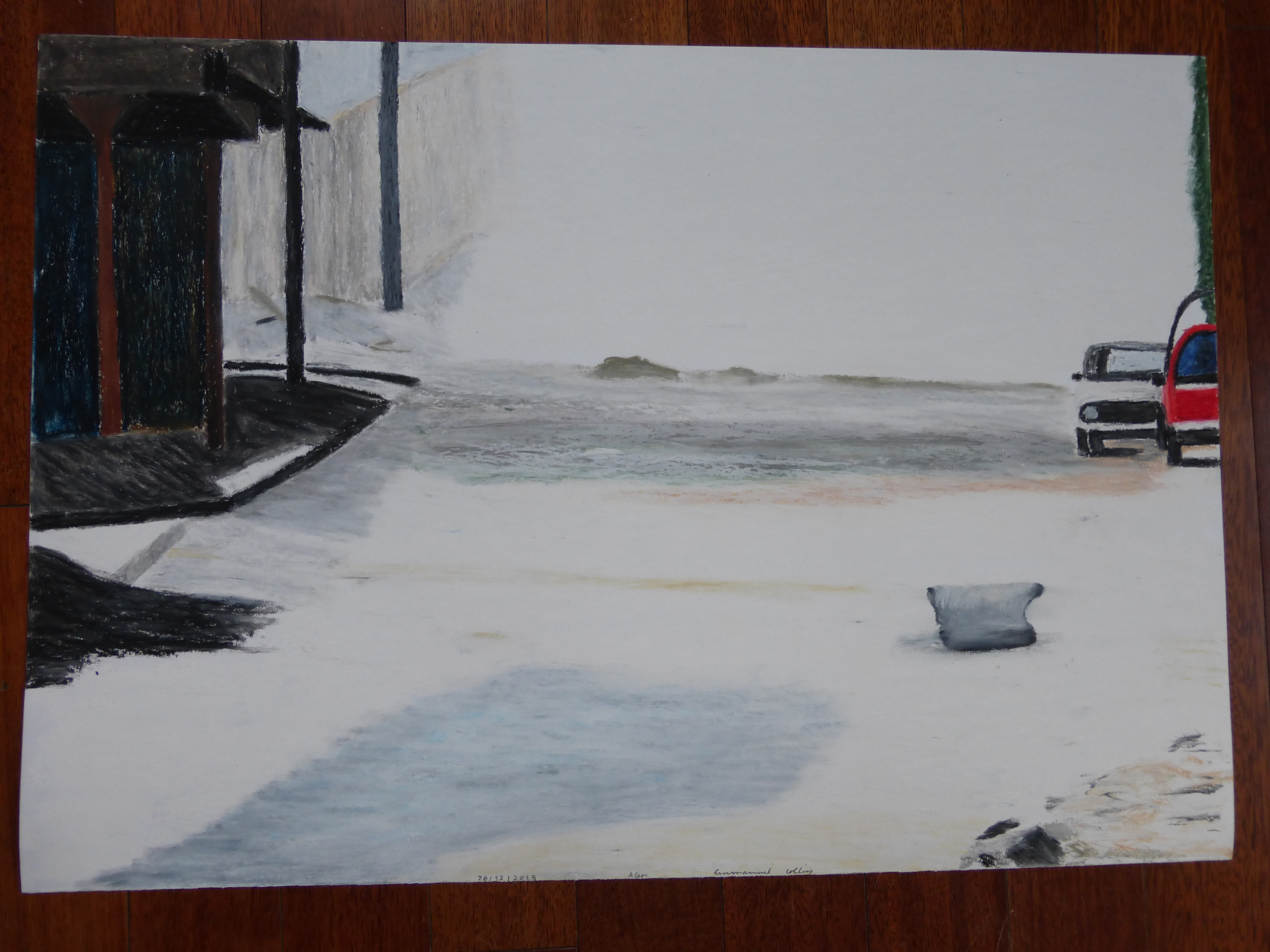
Un pastel de 2013 sur Alep
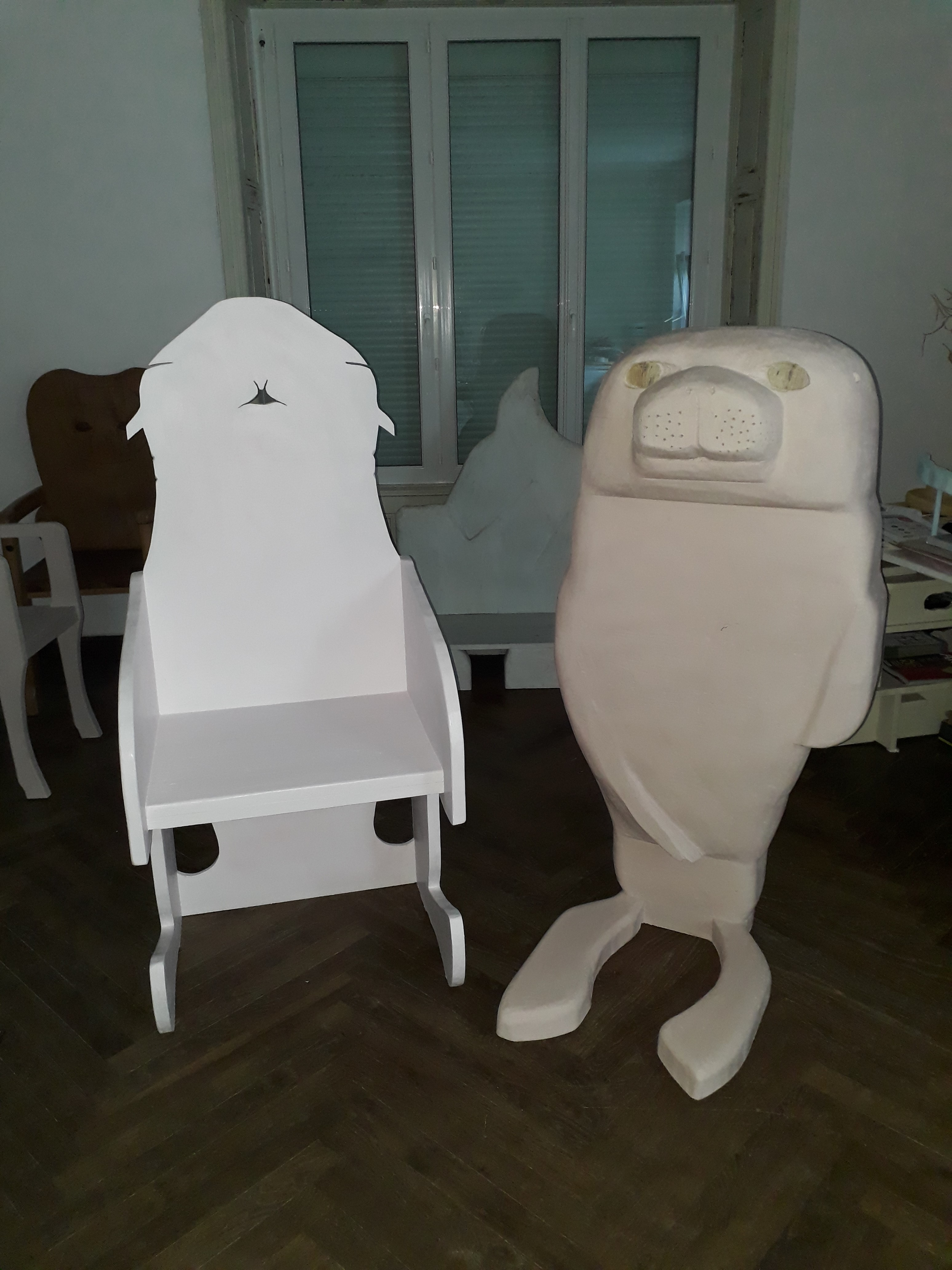
Sculpture 2017/2018

## Vie privée
Proche de Pierre Bettencourt, de Roberto Matta, et de Pucci De Rossi.

## Filmographie
- 2013 : Le fantasme de l'échec de Solange Dulac[13].